# Friedrich-Wilhelm Ulrich
Friedrich-Wilhelm Ulrich (født 20. oktober 1953 i Packebusch) er en tysk tidligere roer og dobbelt olympisk guldvinder.

## Karriere

### Roning
Ulrich fik sit gennembrud på den internationale roscene, da han i 1971 blev juniorverdensmester i toer med styrmand for DDR. Han skiftede så til otteren og blev østtysk mester i denne båd i 1973-1975 samt europamester i 1973 og verdensmester i 1975.
Derpå kom han tilbage til toeren med styrmand, hvor han roede sammen med Harald Jährling og styrmand Georg Spohr. Deres første store fælles internationale stævne var ved OL 1976 i Montreal. Her indledte de med via en andenplads i indledende heat at kvalificere sig til semifinalen, som de derpå vandt ret klart. I finalen lå den sovjetiske båd længe forrest, men midtvejs i løbet indhentede østtyskerne dem og lagde sig i spidsen. Der blev de og sikrede sig guldet med et forspring på mere end to sekunder, mens Sovjetunionen fik sølv og Tjekkoslovakiet bronze.
Året efter vandt samme besætning VM-sølv efter en bulgarsk båd, mens østtyskerne i 1979 vandt VM-guld. De blev også østtyske mestre i 1977 og 1979. I 1978 roede Ulrich otter og var der med til at vinde VM-guld.
Ved OL 1980 i Moskva var OL-guldvinderne fra 1976 i toeren med styrmand samlet igen, og de var klart hurtigst i indledende heat. I finalen var der mere jævnbyrdighed, men østtyskerne sluttede bedst og genvandt guldet, mens den sovjetiske båd fik sølv og Jugoslavien bronze.

### Videre karriere
Efter at have afsluttet sin aktive karriere blev Ulrich, der havde studeret idræt ved DHfK Leipzig, rotræner i sin klub, SC Magdeburg. Kort inden den tyske genforening flygtede han til Vesttyskland, hvor han blev regional rotræner i Saarland. Senere blev han leder af sportsskolen i Koblenz.

## OL-medaljer
- 1976:  Guld i toer med styrmand
- 1980:  Guld i toer med styrmand